# Шуршалов, Владимир Михайлович
Владимир Михайлович Шуршалов (6 июля 1913, Саратовская губерния — август 1990) — юрист, специалист по международному праву; выпускник Саратовского юридического института (1939), доктор юридических наук с диссертацией о теории международного права (1959), профессор и заведующий кафедрой международного права РУДН (1967—1979), заведующий кафедрой международного права Дипломатической академии МИД СССР (1979—1984).

## Биография
Владимир Шуршалов родился в Саратовской губернии Российской империи 6 июля 1913 году; он появился на свет в семье крестьян. Остался сиротой и начал работать; одновременно учился в вечерней школе, предназначенной для рабочей молодежи. В 1932—1934 годах служил в РККА — в частях, расквартированных в Средней Азии. После службы в армии, Шуршалов стал студентом Саратовского юридического института; окончил ВУЗ в 1939 году (с отличием) и был направлен на работу в саратовскую областную прокуратуру.
В годы Великой Отечественной войны Шуршалов был оставлен на работе в прокуратуре, а в 1944 году — был переведен на службу в Генеральную прокуратуру СССР. После войны, в 1946 году, он был направлен на учёбу в Высшую партийную школу ЦК ВКП(б). Из школы он был переведён в недавно созданную Академию общественных наук при ЦК ВКП(б). В 1949 году он защитил кандидатскую диссертацию по теме «Режим международной опеки» — стал кандидатом юридических наук. Был награждён рядом медалей, включая и медаль «За доблестный и самоотверженный труд в период Великой Отечественной войны».
После защиты, по распределению, Шуршалов должен был поехать во Львов — стать деканом юридического факультета Львовского государственного университета. Но, на заседании комиссии по распределению, председатель комиссии Михаил Суслов неожиданно для Шуршалова предложил направить его в аппарат ЦК ВКП(б) — на должность инструктора. Проработал в аппарате до июля 1953 года; участвовал в строительстве нового здания для Московского университета на Ленинских (Воробьёвых) горах.
В 1953 году — в связи с реорганизацией аппарата ЦК, проведённой первым секретарём Никитой Хрущёвым — Шуршалов перешёл в науку: начал работать в Институте государства и права АН СССР, где стал заведующим сектором. К тому моменту у него уже были опубликованы несколько статей и одна монография. Во время работы в институте, подготовил две новые монографии, написал несколько статей и закончил докторскую диссертацию. В 1958 году партийному функционеру Шуршалову не удалось защитить докторскую; ученый совет института отказал ему в защите работы. Однако в следующем году он все же успешно защитил докторскую диссертацию по теме «Основные вопросы теории международного договора».
В 1967 году Шуршалов начал работать в Университете дружбы народов (РУДН), где стал заведующим кафедрой международного права. В 1979 году Шуршалов принял приглашение начать работать заведующим кафедрой международного права, являвшейся частью Дипломатической академии МИД СССР — проработал здесь до своего выход на пенсию в 1984 году. Скончался в период распада Советского союза, в августе 1990 года.

## Работы
Владимир Шуршалов специализировался на юридических вопросах, связанных с заключением международных договоров; являлся противником идеи замены внутригосударственных законов международными договорами — он полагал, что для придания им приоритета перед внутригосударственными законами нет достаточных оснований:
- Общеевропейский договор о коллективной безопасности в Европе // Советское государство и право. — 1954. — № 5. — С. 13—24.
- Об объекте международного права // Советское государство и право. — 1957. — № 3. — С. 53—61.
- «Основания действительности международных договоров» (М., 1957);
- «Основные вопросы теории международного права» (М., 1958);
- «Международные правоотношения» (М., 1971);
- Учебное пособие «Право международных договоров» (М., 1973).